# Plumbon (Plumbon)
Plumbon is een bestuurslaag in het regentschap Cirebon van de provincie West-Java, Indonesië. Plumbon telt 3963 inwoners (volkstelling 2010).